# André-Dumont

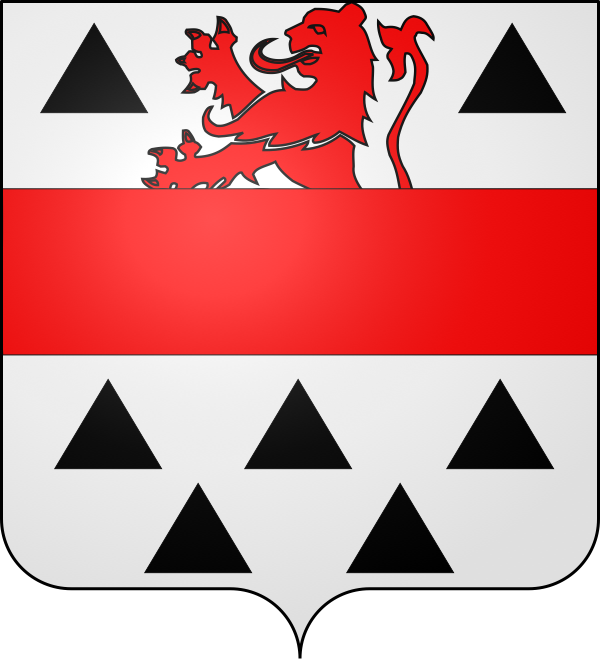
Geslachtswapen André-Dumont (1985)

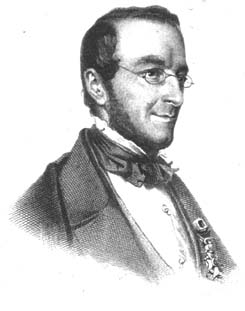
André Dumont (1809-1857)

Afgietsel van een marmeren buste van André Dumont (1847-1920) door Thomas Vinçotte (Vlaams Mijnmuseum te Beringen)

André-Dumont is een sinds 1985 tot de Belgische adel behorend geslacht dat vooral mijnbouwkundigen leverde.

## Geschiedenis
De bewezen stamreeks begint met François Dumont die op 4 september 1707 trouwde, tevens eerste vermelding van dit geslacht. Een nazaat was de hoogleraar geologie André Hubert Dumont (1809-1857), en zijn zoon André Dumont (1847-1920) was ook geoloog en mijnbouwer. Een zoon van de laatste was de mijnbouwer Joseph Dumont (1882-1949) en de vader van de twee geadelde broers. Tussen 1947 en 1953 vond voor leden van het geslacht naamswijziging plaats van Dumont tot André-Dumont.
Op 21 februari 1985 werden twee broers verheven in de Belgische erfelijke adel.

### Wapenbeschrijving
Wapenschild: in zilver, een dwarsbalk van keel, een leeuw van hetzelfde, komend uit de [dwarsbalk], vergezeld van zeven driehoeken van sabel, twee in het schildhoofd en vijf in de schildvoet, gerangschikt drie en twee. Een helm van zilver, gekroond, getralied, gesierd en omboord van goud, gevoerd en gehecht van keel. Dekkleden: zilver en keel. Helmteken: de leeuw van het schild tussen een vlucht van zilver. Wapenspreuk: 'Sic vos non vobis' in letters van zilver, op een lint van keel.

## Enkele telgen
Joseph André-Dumont (1882-1949), mijnbouwer, verkreeg in 1947 naamswijziging tot André-Dumont
- Jhr. ir. André André-Dumont (1915-2006), bestuurder van de Steenkoolmijnen André-Dumont, onder andere voorzitter van het Comité van Redersverenigingen van de Europese Gemeenschappen, in 1985 verheven in de Belgische adel
  - Jkvr. Domonique André-Dumont (1948); trouwde in 1972 met jhr. dr. Benoît Morel de Westgaver (1940), voorzitter van het Hof van Beroep van Gent, lid van de Raad van Adel
  - Jhr. Hubert André-Dumont (1956), vicevoorzitter van de Britse Kamer van Koophandel van België, bestuurder van het Universitair ziekenhuis Sint-Lambrechts-Woluwe, chef de famille
- Jhr. dr. Georges André-Dumont (1924-1995), directeur van de Société Générale des Minerais, in 1985 verheven in de Belgische adel

### Adellijke allianties
- Morel de Westgaver (1972), Verhaegen (1978), t'Kint de Roodenbeke (1991), De Hemricourt de Grunne (2010)